# شعب الطهم (ذي السفال)

تعديل مصدري - تعديل

شعب الطهم محلة تابعة لقرية الطهم، التابعة لعزلة الحبلة بمديرية ذي السفال إحدى مديريات محافظة إب في الجمهورية اليمنية، بلغ تعداد سكانها 28 حسب تعداد اليمن لعام 2004.